# Biblioteka Studiów nad Marksizmem
Biblioteka Studiów nad Marksizmem – specjalistyczna seria wydawnicza zainicjowana w 1961 roku przez wydawnictwo Książka i Wiedza poświęcona monograficznym opracowaniom tematyki problemów myśli i filozofii marksistowskiej. W serii ukazało się 35 tomów; ukazywała się do 1990 roku.
W składzie komitetu redakcyjnego serii znajdowali się: Nina Assorodobraj, Bronisław Baczko, Zygmunt Bauman, Celina Bobińska, Adam Bromberg, Juliusz Burgin, Tadeusz Daniszewski, Marek Fritzhand, Julian Hochfeld, Jan Kancewicz, Tadeusz Kowalik, Oskar Lange, Adam Schaff (przewodniczący), Roman Werfel, Józef Zawadzki, Sylwester Zawadzki, Stefan Żółkiewicz.

## Wydane tomy
- Zdzisław Cackowski, Treść poznawcza wrażeń zmysłowych (1962);
- Seweryn Dziamski (red.), Myśl filozoficzna i społeczna: z badań nad polską tradycją socjalistyczną i marksistowską (1988);
- Seweryn Dziamski, Ortodoksja i krytyka: szkice z filozofii marksistowskiej (1988);
- Marek Fritzhand, Myśl etyczna młodego Marksa (1961);
- Jan Garewicz, Między marzeniem a wiedzą: początki myśli socjalistycznej w Niemczech (1975);
- Radzisława Gortat, Jerzego Plechanowa koncepcja rewolucji rosyjskiej (1979);
- Barbara Janiec (red.), Wokół teorii ekonomicznych "Kapitału" (1967);
- Barbara Janiec (red.), Założenia metodologiczne "Kapitału" Marksa (1970);
- Henryk Jankowski, Etyka Ludwika Feuerbacha: u źródeł marksowskiego humanizmu (1963)
- Bogusław Jasiński, Estetyka realizmu György Lukácsa i jej przesłanki filozoficzne (1984);
- Jerzy Kossak, Teoria kultury Karola Marksa i problemy współczesnego humanizmu (1987);
- Stanisław Kozyr-Kowalski, Struktura gospodarcza i formacja społeczna (1988);
- Władysław Krajewski, Engels o ruchu materii i jego prawidłowości: główne idee "Dialektyki przyrody" z perspektywy stu lat (1973);
- Wsiewołod Kuźmin, Zasada systematyczności w teorii i metodologii Karola Marksa (1980);
- Janina Majler, Doktryna etyczna Karola Fouriera (1965);
- Piotr Marciniak, Proletariat a rewolucja. Kształtowanie się poglądów Karola Marksa i Fryderyka Engelsa na rewolucję społeczną (1984);
- Mieczysław Michalik, Obrachunki filozoficzne Karola Marksa w "Ideologii niemieckiej" (1966);
- Alina Molska, Model ustroju socjalistycznego w polskiej myśli marksistowskiej lat 1878-1886 (1965);
- Zbigniew Musiał, Kontrowersje wokół Plechanowa: podłoże i następstwa (1990);
- Aleksander Ochocki, Dialektyka i historia. Człowiek i praca w twórczości Karola Marksa (1980);
- Marian Orzechowski, Naród - ojczyzna - państwo w myśli politycznej Juliana Bruna-Bronowicza (1986);
- Ryszard Panasiuk, Dziedzictwo heglowskie i marksizm (1979);
- Ryszard Panasiuk, Filozofia i państwo: studium myśli polityczno-społecznej lewicy heglowskiej i młodego Marksa, 1838-1843 (1967);
- Ryszard Panasiuk, Hegel i Marks: studia i szkice (1986);
- Stanisław Pazura, Marks a klasyczna estetyka niemiecka (1967);
- Gabriel Temkin, Karola Marksa obraz gospodarki komunistycznej (1962);
- Gabriel Temkin, Marks i idea pieniądza pracy : z problemów teorii wartości (1965);
- Hanna Temkinowa, Bakunin i antynomie wolności (1964);
- Andrzej Walicki, Polska, Rosja, marksizm: studia z dziejów marksizmu i jego recepcji (1983);
- Jerzy Wiatr, Marksizm i polityka (1987);
- Helena Zand, Koncepcja budownictwa socjalizmu w myśli bolszewickiej (1983);
- Helena Zand, Lenin a kwestia chłopska (1970);
- Helena Zand, Leninowska koncepcja partii: studium historyczne (1977);
- Oleg Znamienski, Walery Szyszkin, Lenin, ruch rewolucyjny i parlamentaryzm (1981);
- Emilia Żyro, Pojęcie sprawiedliwości u Karola Marksa (1966).